# Kettenbrücke (Aarau)

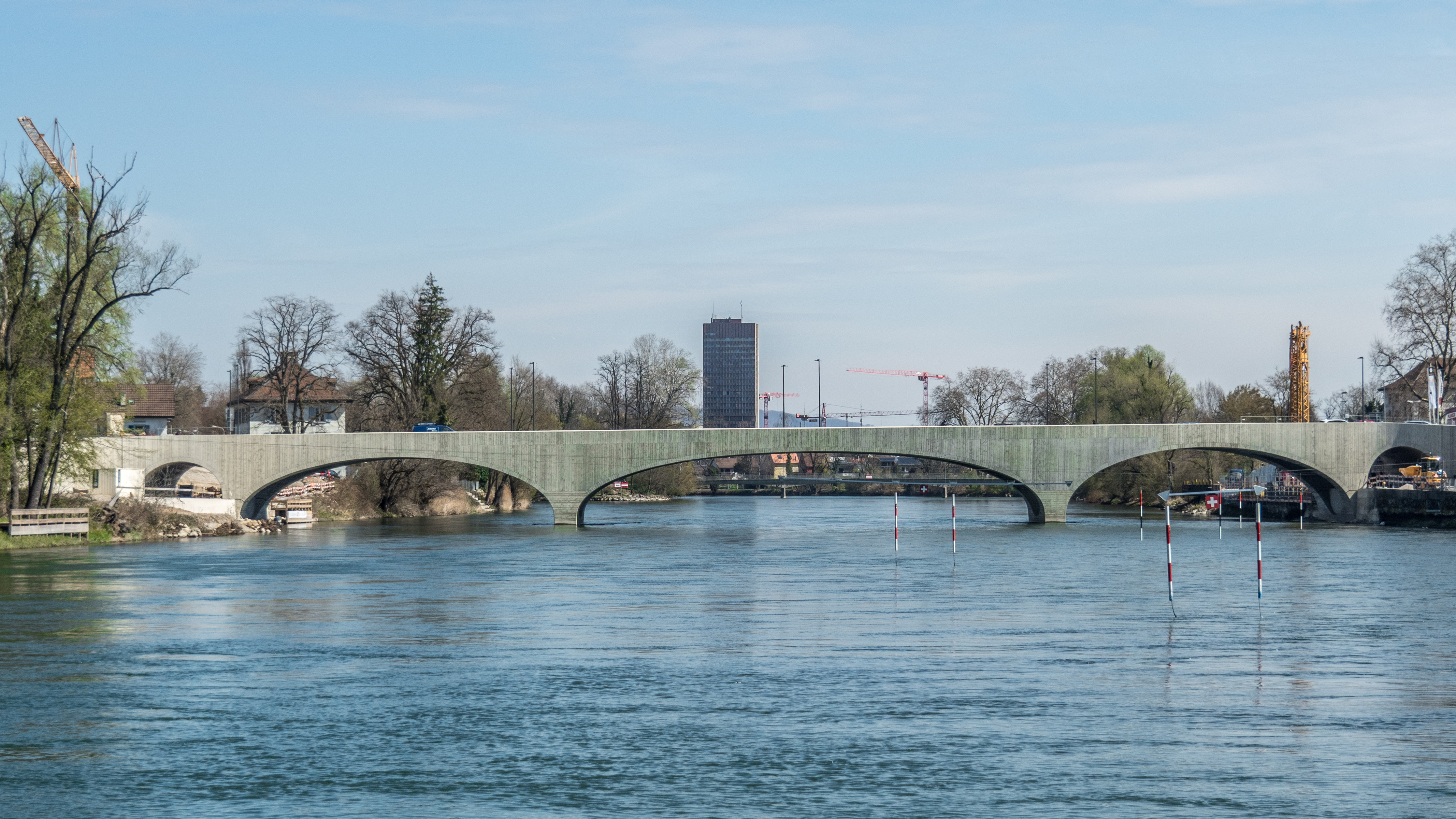
«Pont Neuf» (April 2023)

Die Bezeichnung Kettenbrücke im schweizerischen Aarau wurde ab 1850 für einen als Kettenbrücke gebauten Übergang über die Aare verwendet. Nach dem Ersatz dieser Brücke durch eine 1948/49 errichtete Betonbrücke wurde die Bezeichnung Kettenbrücke weiter verwendet. Die Brücke überquert die Aare und verbindet die Altstadt auf der Südseite mit dem Quartier Scheibenschachen auf der Nordseite, wo sich die Hauptstrassen nach Erlinsbach AG und Küttigen verzweigen.

## Geschichte

Die Kettenbrücke und der Springbrunnen, 1932

Die älteste Aarebrücke im Raum Aarau geht auf die Zeit der Römer zurück. In der Nähe des heutigen Wasserkraftwerks fanden Taucher im Winter 1976/77 mächtige Eichenpfähle mit eisernen Spitzen. Es handelte sich dabei um die Überreste von Brückenjochen aus dem 2. oder 3. Jahrhundert. Die Brücke verband die Hauptstrasse Vindonissa–Aventicum (Windisch–Avenches) mit einer Nebenstrasse über die Salhöhe in Richtung Augusta Raurica (Augst).

Etwas weiter flussabwärts entstand im Mittelalter der erste Übergang am heutigen Standort. Seine erste urkundliche Erwähnung erfolgte 1331 im Urbar des Klosters Einsiedeln. Eine weitere Urkunde vom 1. April 1334 erwähnt eine schwere Beschädigung des Widerlagers durch Hochwasser. Diese Brücke wurde zwischen 1407 und 1415 ersetzt. Sie bestand aus einem längeren überdachten Teil vom Stadttor zu einer Flussinsel im Scheibenschachen und aus einem kürzeren Teil von der Insel zum nördlichen Ufer. Wiederholt verursachten Hochwasser schwere Schäden. Die umliegenden Dörfer mussten unentgeltlich Baumaterial liefern, waren aber vom Brückenzoll befreit. Eine gewisse Zollfreiheit genossen auch zwei Dutzend Dörfer nördlich der Aare, die dafür Getreide und Brot in die Stadt liefern mussten. Im 18. Jahrhundert verschob sich der Lauf der Aare etwas nach Norden, so dass die vier südlichsten Joche im Trockenen standen.

Die Kettenbrücke von der Glasfabrik am 23. August 1947

Bei einer Überschwemmung Mitte September 1831 brach die Holzbrücke zusammen. Aufgrund von Kompetenzstreitigkeiten und inkompetenten Bauleitern nahm der Neubau über sieben Jahre in Anspruch und war erst im Oktober 1838 vollendet. Während dieser Zeit musste der Verkehr durch Fähren abgewickelt werden. Im Juli 1843 brach die neue Brücke bei einem erneuten Hochwasser ebenfalls zusammen. Die Diskussionen über den Wiederaufbau zogen sich über vier Jahre lang hin; während dieser Zeit musste erneut ein Fährbetrieb in die Bresche springen. Schliesslich entschied sich die Gemeindeversammlung 1848 für den Bau einer modernen Brücke.

1948: die alte Kettenbrücke wird abgebrochen, daneben steht eine provisorische Brücke

Sie entstand unter der Leitung des Ingenieurs Jean Gaspard Dollfuss aus Mülhausen. Sie wurde am 28. Dezember 1850 für den Verkehr freigegeben und am 6. Januar 1851 offiziell eingeweiht. Das als Kettenbrücke bezeichnete Bauwerk war eine Hängebrücke aus stählernen Gliederketten mit einer Spannweite von 96 Metern. Jeweils zwei Ketten auf jeder Seite waren übereinander angeordnet und durch Zwischenstäbe versteift. Die Kettenelemente bestanden aus Flacheisengliedern und waren über Laschen an die Zwischenstäbe und Hängestangen montiert. An beiden Enden befanden sich klassizistische Doppeltorbauten aus Muschelkalk-Quadern, worin die Aufhängungen der Ketten und die Verankerungen eingegossen waren. Die hölzernen Querbalken der Fahrbahn ersetzte man 1876 durch eiserne, die hölzernen Geländer 1888.

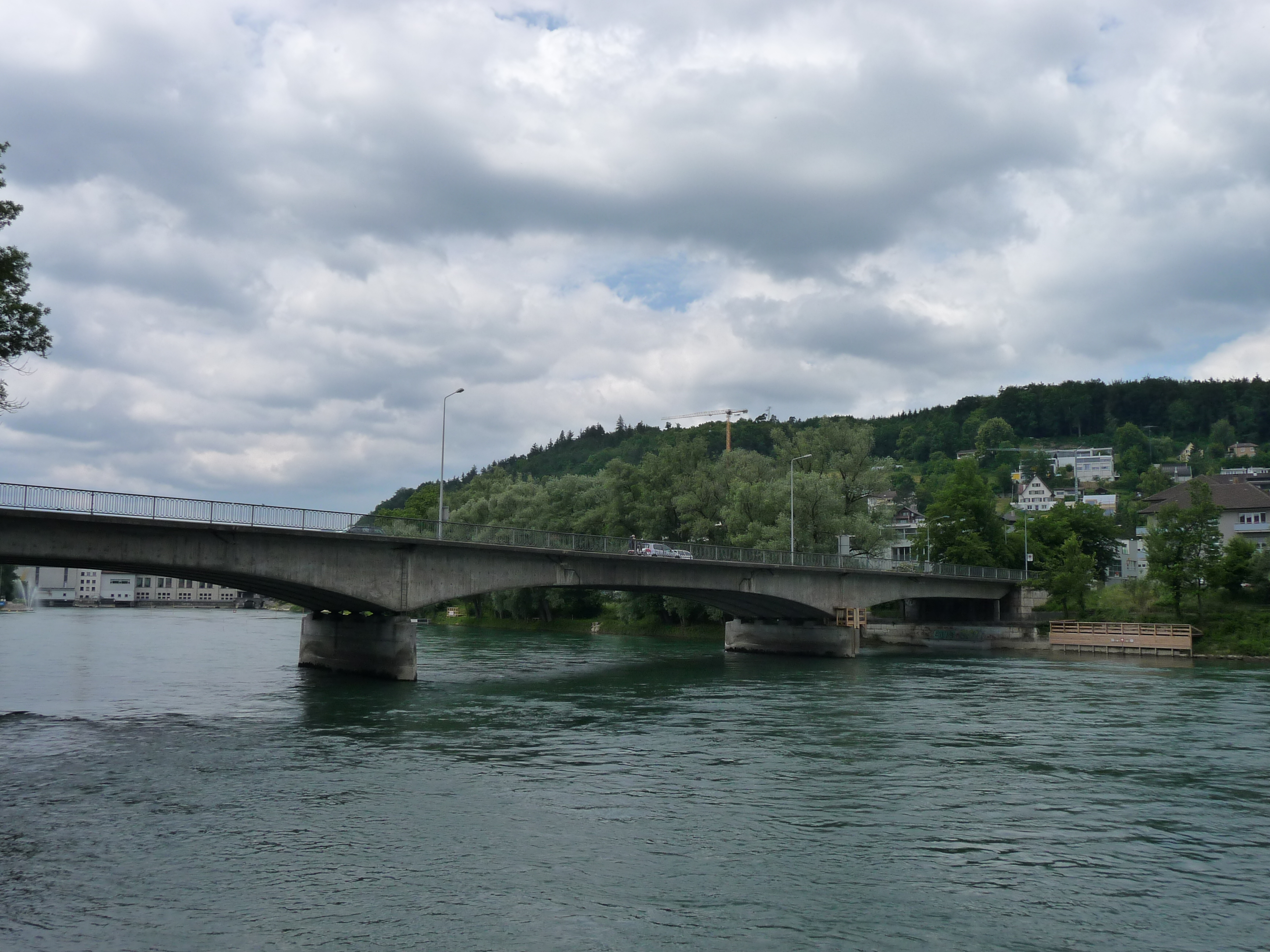
Ostseite der Brücke von 1948/49

 Zwar genügte die Kettenbrücke zunächst den Anforderungen, doch mit der Zeit erwies sie sich beim Unterhalt als zu aufwendig, und es mussten Gewichtsbeschränkungen erlassen werden. Beispielsweise durften die Postautos nicht mit mehr als 55 Fahrgästen hinüberfahren, und die Soldaten der nahen Kaserne durften sie nicht im Laufschritt passieren. Mehrere Gutachten des ETH-Professors Mirko Roš stellten die Tragfähigkeit in Frage. Schliesslich wurde sie 1948/49 durch eine Betonbrücke ersetzt. Die 108 Meter lange und 15 Meter breite Brücke ruhte auf zwei Pfeilern. Am Südende der Brücke sind einige Kettenglieder der ursprünglichen Kettenbrücke ausgestellt, zusammen mit einer Infotafel zur Geschichte der Brücke.

## «Pont Neuf» von 2022

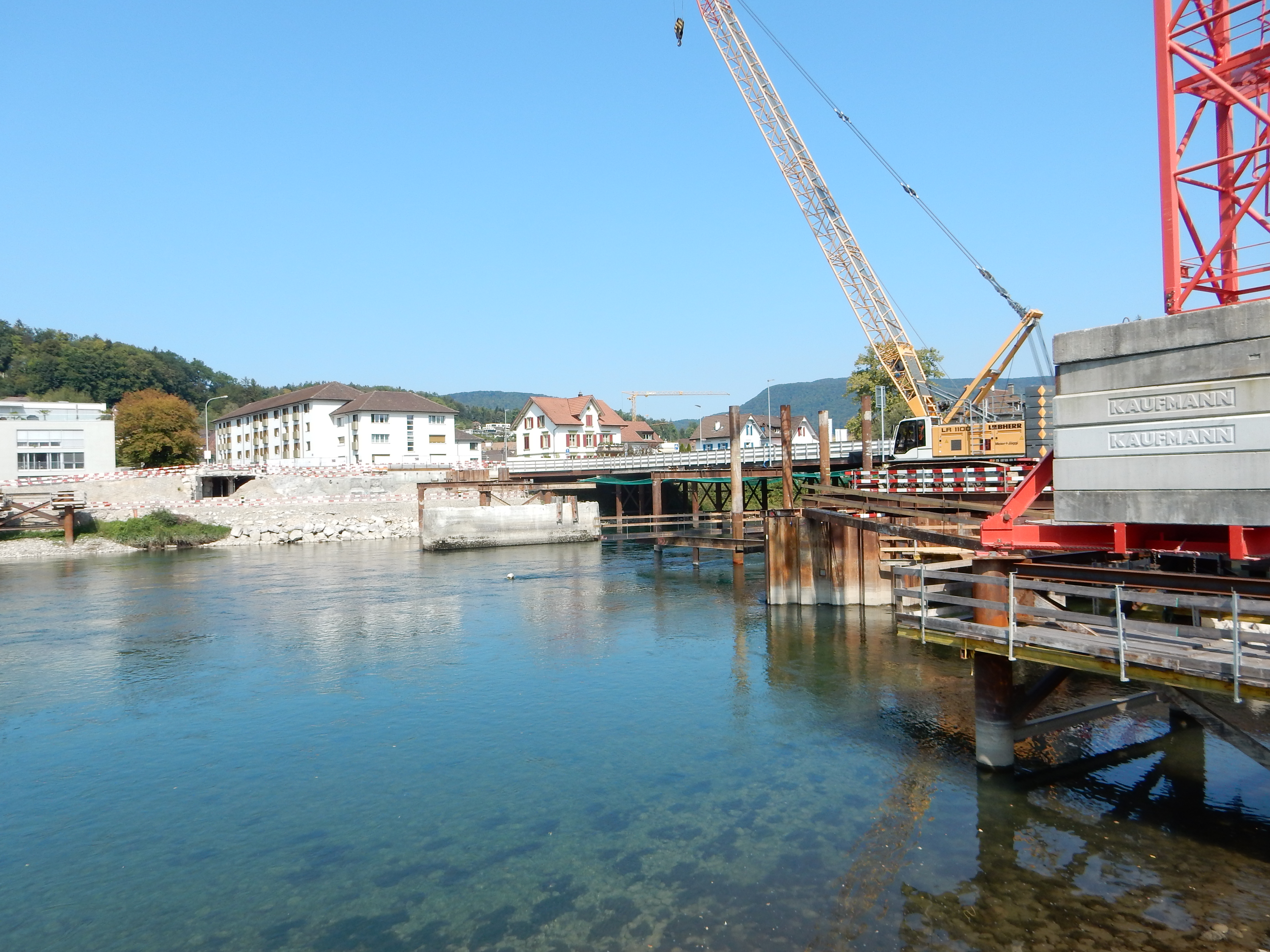
Baustelle 2020 nach Abbruch der Brücke von 1948/49

Das Ende der Kettenbrücke von 1949 begann im Juli 2019, als mit dem Bau einer neuen Brücke begonnen wurde. Das Baudepartement des Kantons Aargau führte im Jahr 2010 ein Ausschreibungsverfahren durch. Das Siegerprojekt «Pont Neuf» (deutsch «Neue Brücke») sah den Abbruch der bestehenden Brücke bis auf die zwei Pfeiler vor. Der Neubau aus Beton greift die Formensprache früherer Steinbrücken auf.
Ein Baustart war 2017 vorgesehen gewesen, war jedoch wegen Einsprachen verzögert worden. Obschon im Januar 2019 die Submissionsverfahren noch nicht einmal begonnen hatten, war bestimmt, dass im Juli 2019 mit den Arbeiten für einen Installationsplatz begonnen würde. Von dort erfolgte der Bau einer Hilfsbrücke, nach deren Inbetriebnahme die Brücke von 1949 abgerissen wurde. Die neue Aarebrücke wurde im Oktober 2022 eröffnet.